# Lorestania
Lorestania is een geslacht van kevers uit de familie van de loopkevers (Carabidae). De wetenschappelijke naam van het geslacht is voor het eerst geldig gepubliceerd in 2011 door Anichtchenko.

## Soorten
Het geslacht Lorestania is monotypisch en omvat slechts de volgende soort:
- Lorestania gracilis Anichtchenko, 2011